# Will Ropp
Will Ropp (* 21. April 1994 in Darien) ist ein amerikanischer Schauspieler.

## Persönliches
Ropp stammt aus einer Familie von Musikern und Instrumentalisten verschiedener Art. Er hat einen Bruder und Schwestern. 2007 verstarb seine Mutter an Darmkrebs. Als Aktivist für Bewusstsein um Darmkrebs nahm er 2022 am Los-Angeles-Marathon Teil und ist Partner von Stand Up To Cancer.

## Leben und Karriere
Ropp wurde im amerikanischen Bundesstaat Connecticut geboren und wuchs dort in Darien auf, bis er 16 Jahre alt war, als er die High School nach Jacksonville in Florida wechselte. Seit seiner Kindheit spielte er in Musiktheater, nachdem er mit einer Schwester ein Sommercamp besuchte. Nach der High School ging er auf die University of Michigan, wo er das erste Mal Filmschauspiel lernte. Die Universität schloss er mit einem Bachelor of Fine Arts ab. Als er dort in dem Stück Good Kids über einen Vergewaltigungsfall spielte, wurde eine Agentin aus Los Angeles auf ihn aufmerksam, worauf er sein zweites Jahr an der Universität freinahm und nach Los Angeles zog, um an Vorsprechen teilzunehmen.
Sein Filmdebüt hatte Ropp 2017 mit einer Hauptrolle in The ’Claw. Seinen Durchbruch erlangte er 2020 durch den Film Out of Play: Der Weg zurück von Gavin O’Connor, in dem er einen Basketballstudenten unter Ben Affleck als Trainer spielte. Dem folgten etwa The Life After von Megan Park, in dem er neben Jenna Ortega einen Überlebenden einer Schulschießerei und anschließenden Aktivisten verkörperte, The Greatest Beer Run Ever (2022) und The Line (2023).

## Filmografie
- 2017: The ’Claw
- 2018: Speechless (Fernsehserie, 1 Episode)
- 2019: Timber (Webserie, 2 Episoden)
- 2019: Dauntless: The Battle of Midway
- 2019: Drama Drama
- 2019: College (Fernsehserie, 1 Episode)
- 2020: Out of Play: Der Weg zurück (The Way Back)
- 2020: The Unhealer
- 2020–2021: Love, Victor (Fernsehserie, 3 Episoden)
- 2021: Silk Road – Gebieter des Darknets (Silk Road)
- 2021: The Life After
- 2021: Amy and Peter Are Getting Divorced
- 2021: The Sex Lives of College Girls (Fernsehserie, 2 Episoden)
- 2022: The Greatest Beer Run Ever
- 2023: Only the Good Survive
- 2023: Dave (Fernsehserie, 1 Episode)
- 2023: Eine verhängnisvolle Affäre (Fatal Attraction, Miniserie, 2 Episoden)
- 2023: The Line
- 2023: Rendezvous mit Torten (Sitting in Bars with Cake)
- 2025: Adults (Fernsehserie, 1 Episode)